# ألكساندرا لندن
ألكساندرا لندن (بالفرنسية: Alexandra London)‏ هي ممثلة فرنسية، ولدت في 29 أبريل 1973 بباريس في فرنسا.

## وصلات خارجية
- ألكساندرا لندن على موقع IMDb (الإنجليزية)
- ألكساندرا لندن على موقع ألو سيني (الفرنسية)
- ألكساندرا لندن على موقع أول موفي (الإنجليزية)
- ألكساندرا لندن على موقع قاعدة بيانات الأفلام السويدية (السويدية)
- ألكساندرا لندن على موقع قاعدة بيانات الفيلم (الإنجليزية)
- ألكساندرا لندن على موقع كينوبويسك (الروسية)